# Gustav Hasford
Jerry Gustave Hasford. född 28 november 1947, död 29 januari 1993, även känd under sin pseudonym Gustav Hasford, var en amerikansk författare, journalist och poet. Hans roman Kort tid kvar från 1979 låg till grund för filmen Full Metal Jacket. Boken bygger på hans erfarenheter som soldat under Vietnamkriget.